# تشارلز لندن
تشارلز لندن (بالإنجليزية: Charles London)‏ هو مدرب رياضي أمريكي، ولد في 12 أغسطس 1975 في دنوودي في الولايات المتحدة.